# Brachyia
Brachyia is een geslacht van vliesvleugeligen uit de familie Trichogrammatidae. De wetenschappelijke naam van dit geslacht is voor het eerst geldig gepubliceerd in 1928 door Strand.

## Soorten
Het geslacht Brachyia omvat de volgende soorten:
- Brachyia atrum (Girault, 1920)
- Brachyia biclavatum (Girault, 1912)
- Brachyia radialis De Santis, 1997